# A2261-BCG
A2261-BCG (Abell 2261 Brighest Cluster Galaxy) dans la constellation d'Hercule est une galaxie elliptique dans l'amas de galaxies Abell 2261.
Elle est localisée approximativement à 3 milliards d'années-lumière de notre Galaxie.

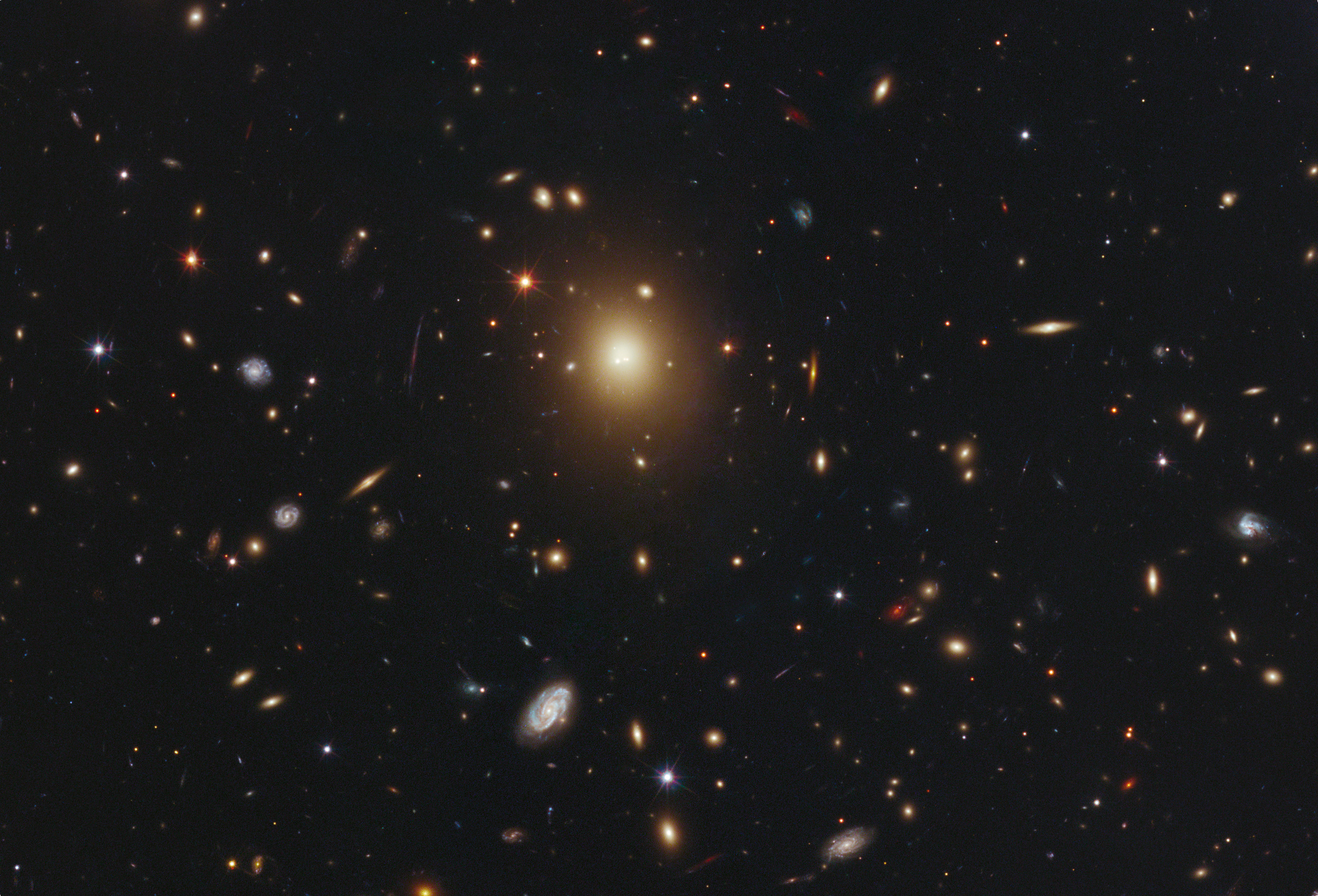
Vue sur l'amas galactique Abell 2261 prise par le télescope spatial Hubble. La galaxie géante A2261-BCG est le grand nuage brillant juste au dessus du centre de l'image.

## Caractéristiques
A2261-BCG est une des plus grandes galaxies connues - on estime son diamètre à un million d'années-lumière - elle est 10 fois plus grande que notre Voie lactée. C'est la plus brillante et la plus massive galaxie d'Abell 2261.
Son bulbe central a un diamètre d'approximativement 10 000 années-lumière et, il est environ dix fois plus grand que notre galaxie[pas clair]. Il appartient à une classe inhabituelle de galaxies, qui n'ont pas de noyau fortement défini, la partie centrale de A2261-BCG est remplie d'étoiles uniformément dispersées. C'est le noyau galactique connu le plus « gonflé ».
Pour expliquer ce gonflement de son noyau galactique, il apparait deux scénarios possibles :
- Selon le premier scénario, il y a deux trous noirs supermassifs à l'intérieur de la galaxie (dont l'un aurait pu provenir d'une collision antérieure avec une autre galaxie) formant un système binaire générant de fortes ondes gravitationnelles. Les étoiles s'approchant des trous noirs ont reçu un « coup de pied de gravité » et ont été projetées plus loin du noyau de la galaxie, et les trous noirs qui ont perdu de leur élan à chaque « coup de pied » ont finalement fusionné en un trou noir qui existe toujours au centre de cette galaxie.
- Selon le deuxième scénario moins probable, les trous noirs supermassifs différaient considérablement en masse et, au cours de leur fusion, certaines des ondes gravitationnelles ont été générées de manière très asymétrique, ce qui a conduit à l'éjection du trou noir combiné, complètement à l'extérieur de la galaxie et à la formation d'une galaxie extrêmement rare sans trou noir supermassif central.

A2261-BCG est une galaxie de type-cD, elle aussi connue par une source radio. Son centre, pauvre en gaz, est composé d'un ensemble dense d'étoiles âgées uniformément dispersées et qui rayonne mystérieusement en s'élargissant[pas clair].

## Sources
- (en) Cet article est partiellement ou en totalité issu de l’article de Wikipédia en anglais intitulé « A2261-BCG » (voir la liste des auteurs).

- (pl) Cet article est partiellement ou en totalité issu de l’article de Wikipédia en polonais intitulé « A2261-BCG » (voir la liste des auteurs).